# NaShawn Kearse
NaShawn Kearse (ur. 2 października 1972 w Brooklynie) – amerykański aktor.